# Biserica Armenească din București
Biserica Armenească din București este un monument istoric aflat pe teritoriul municipiului București, operă a arhitectului Dimitrie Maimarolu. În aceeași incintă cu biserica se află Biblioteca Armenească și Monumentul general Andranic.

## Galerie

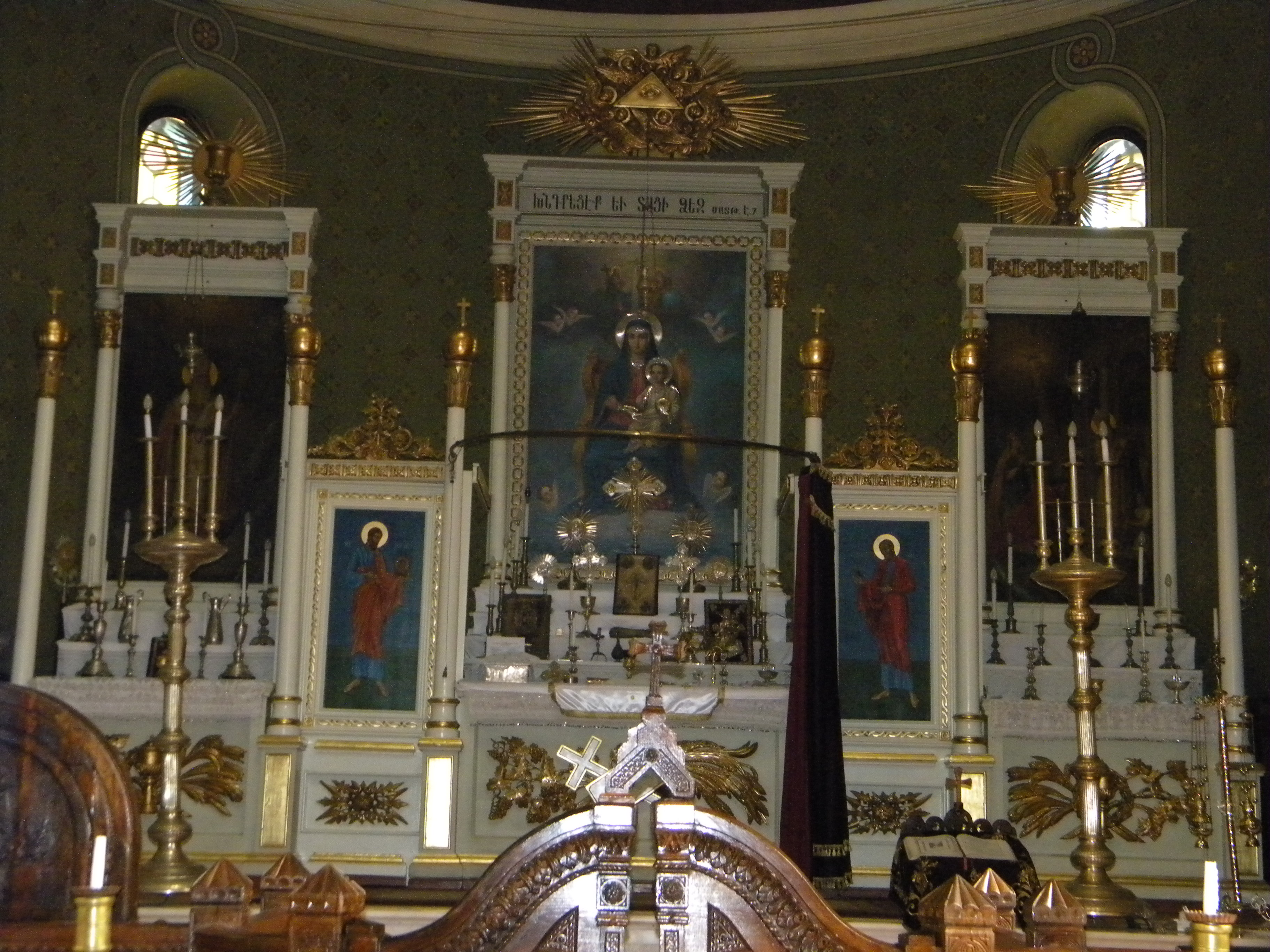
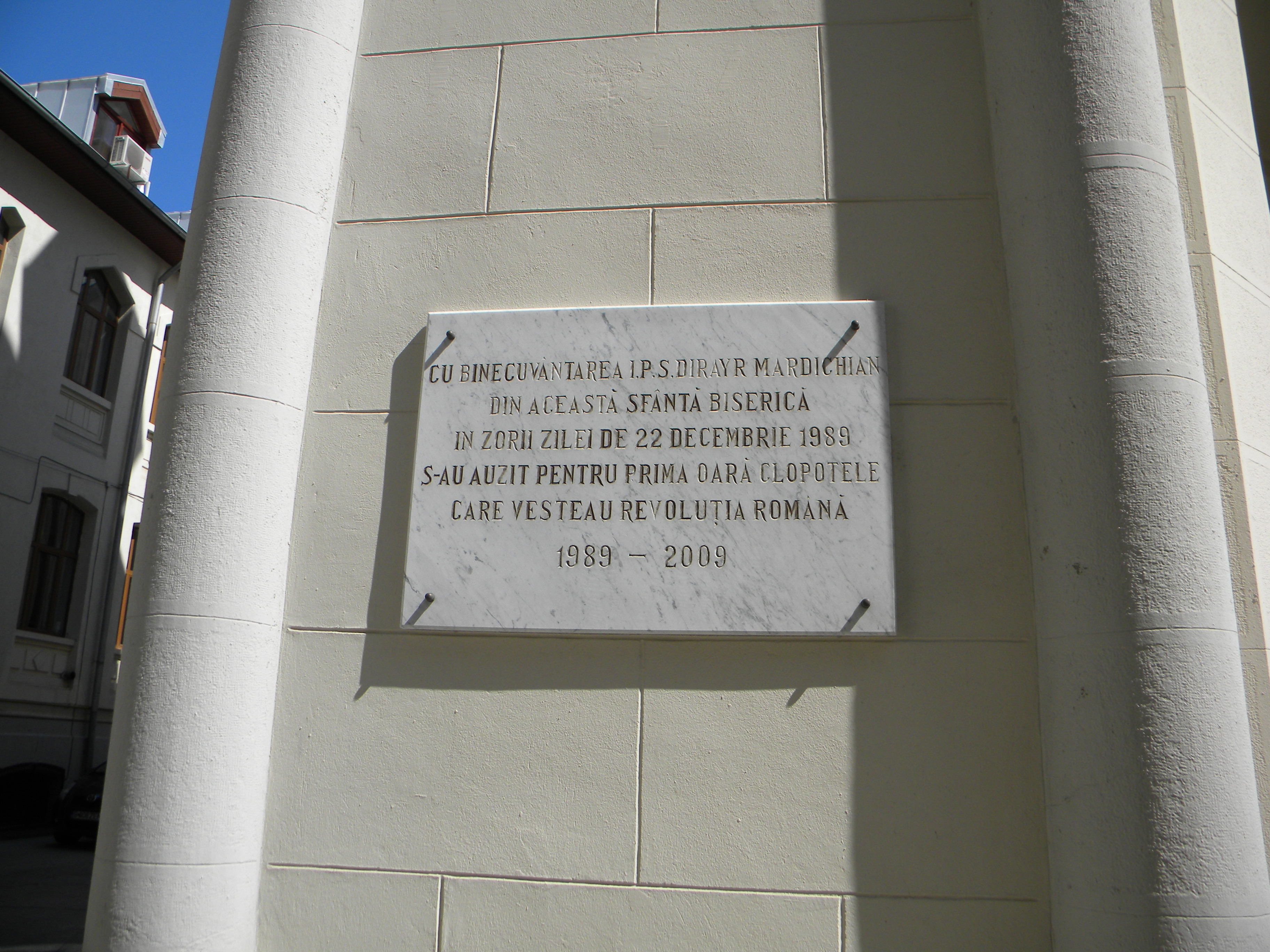
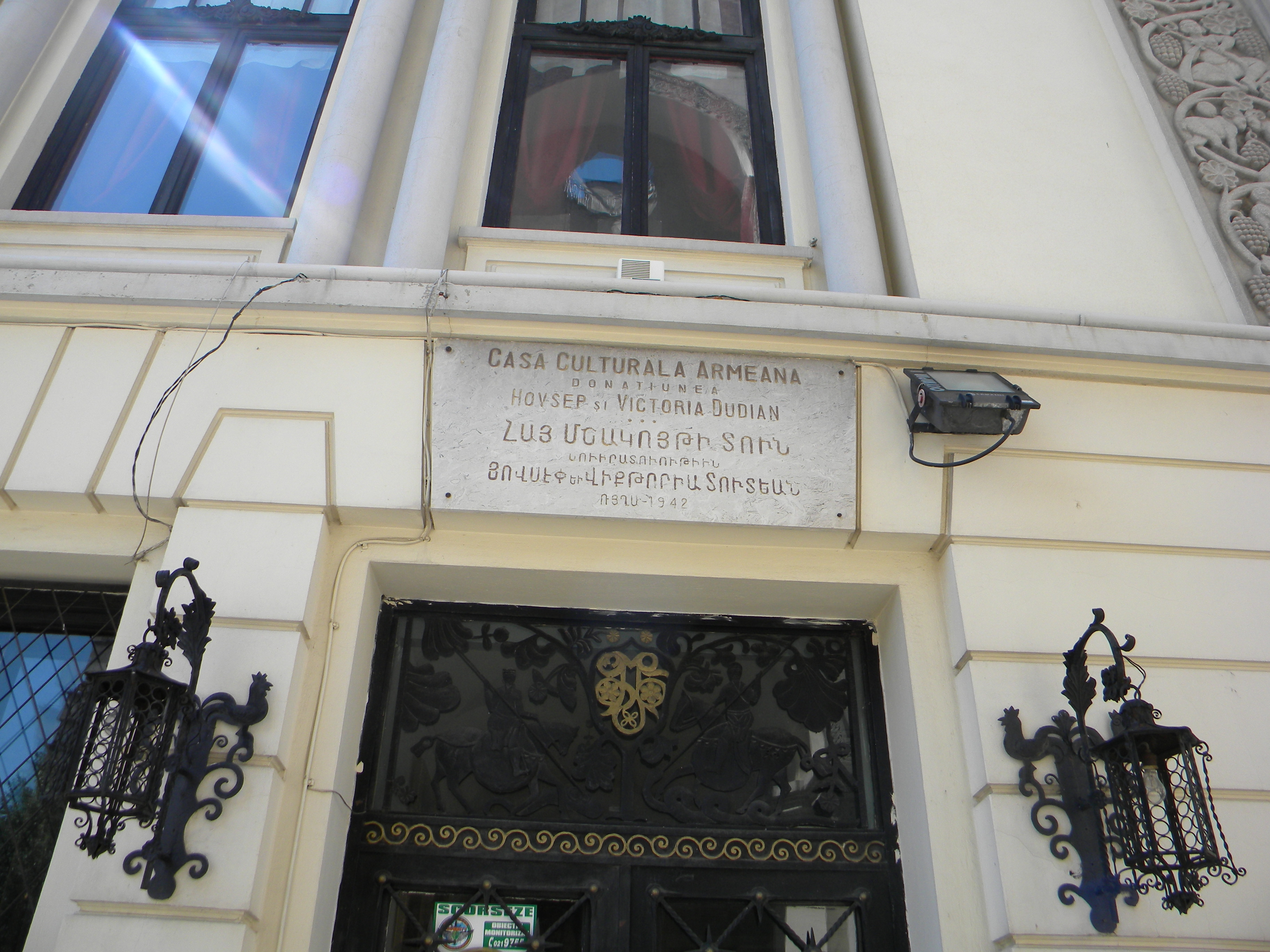
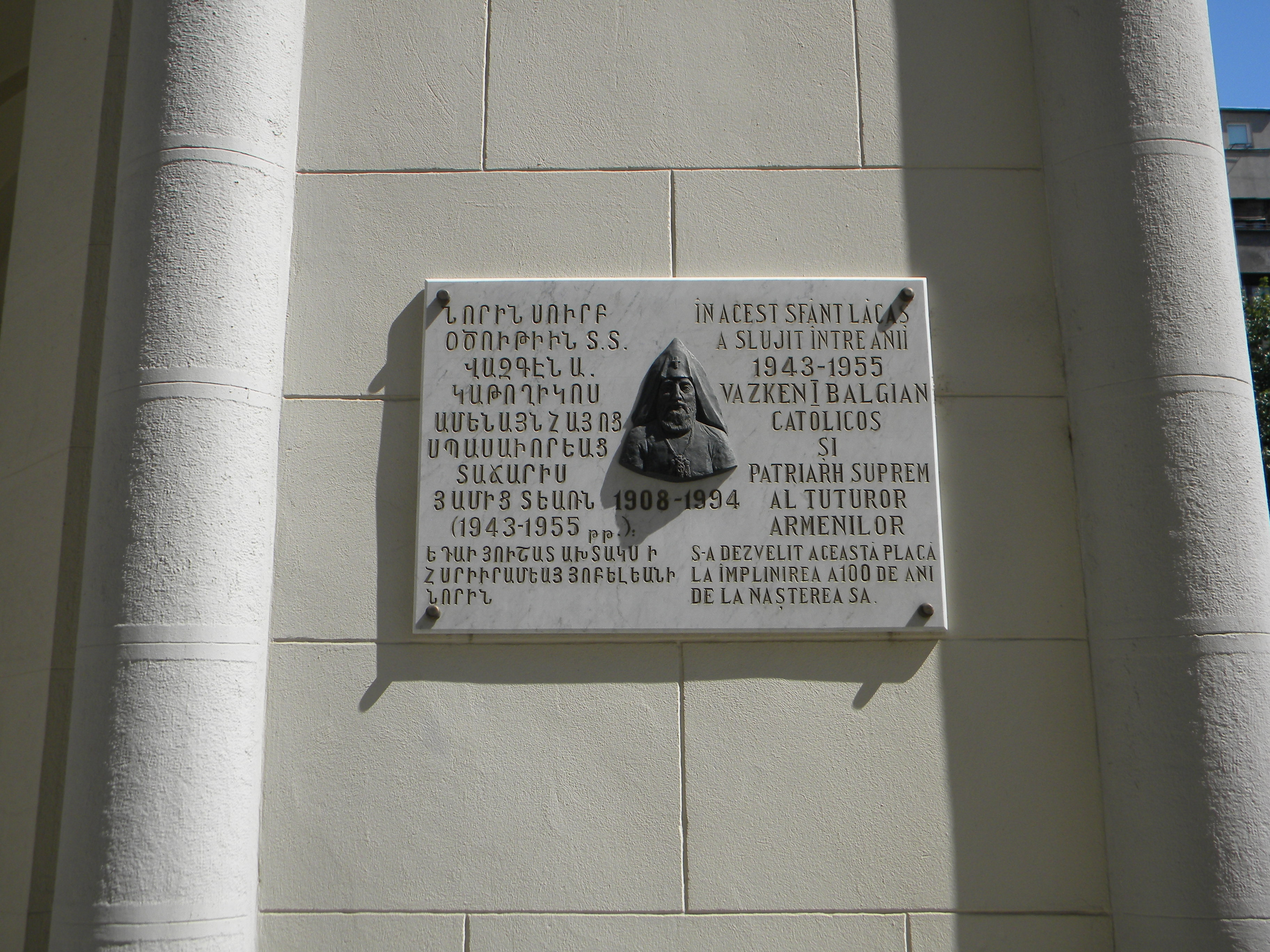
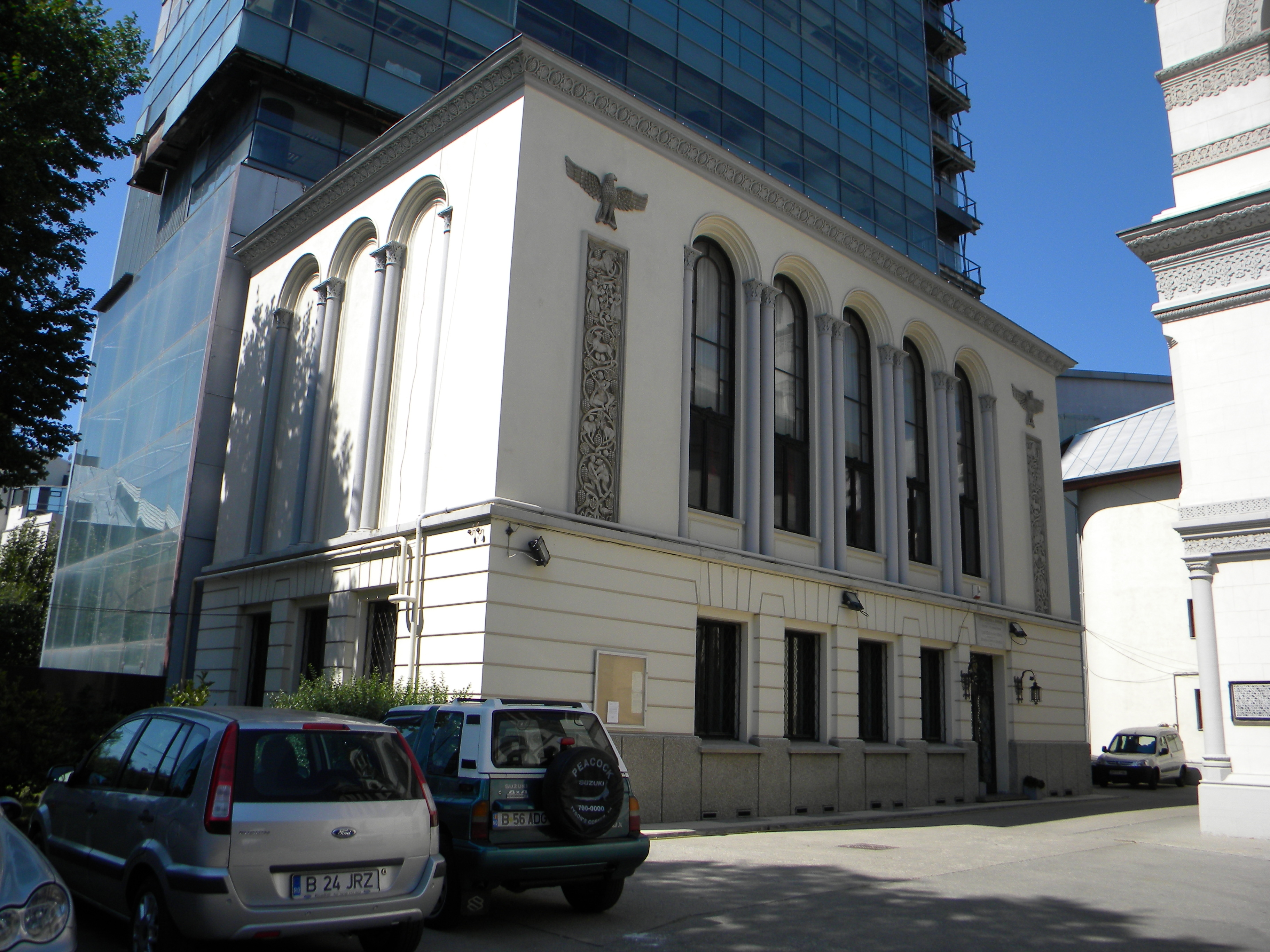
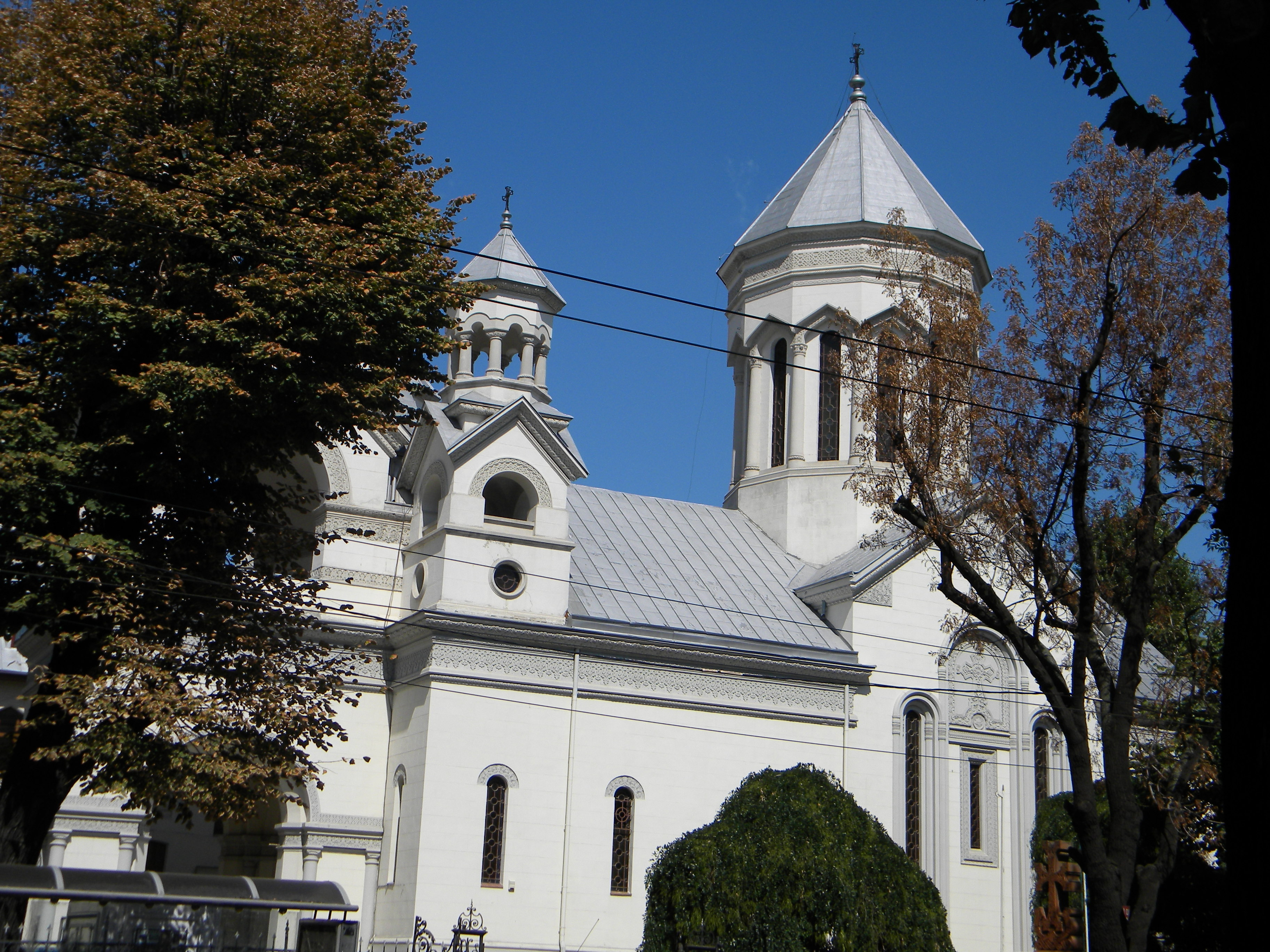
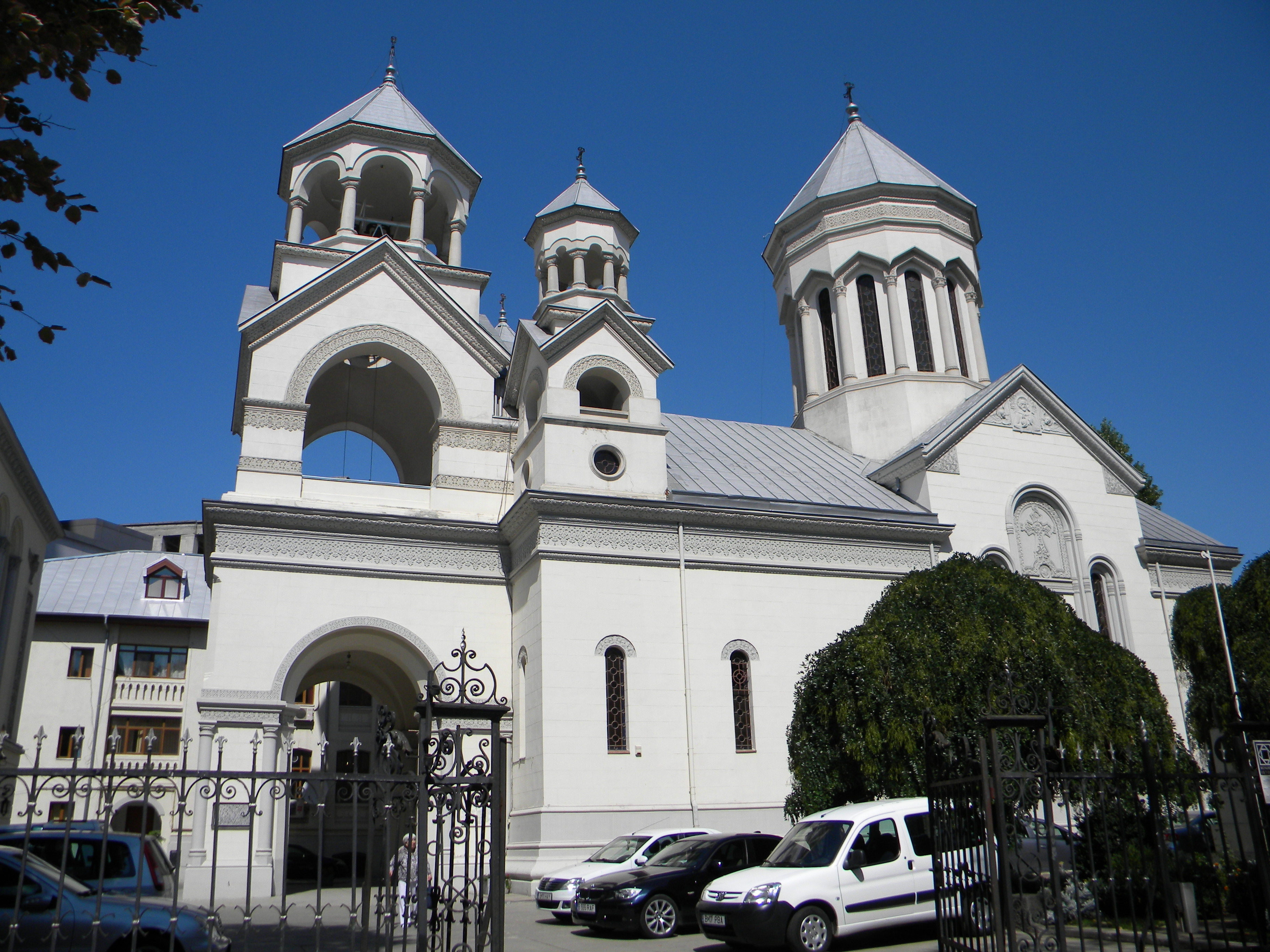
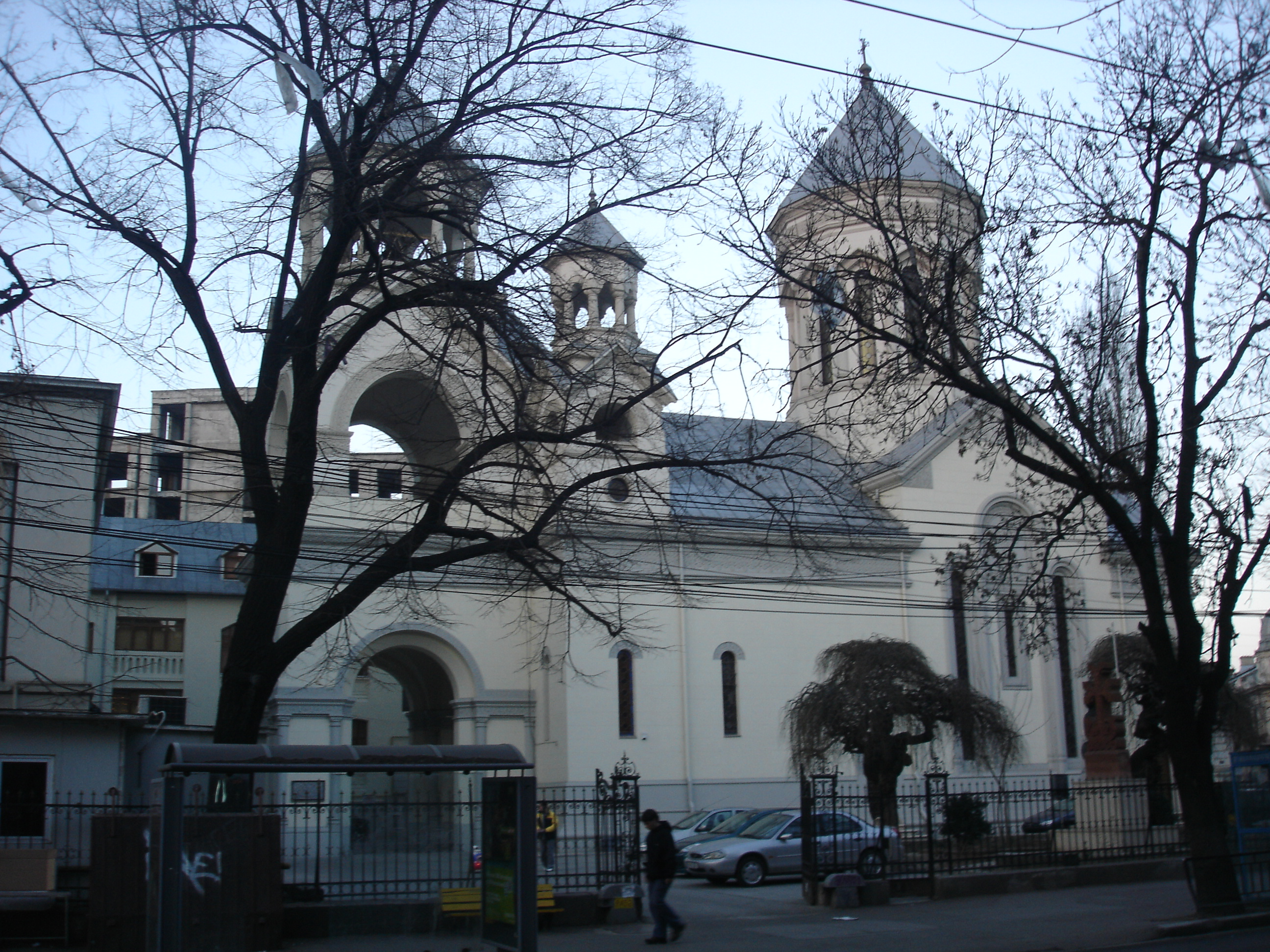
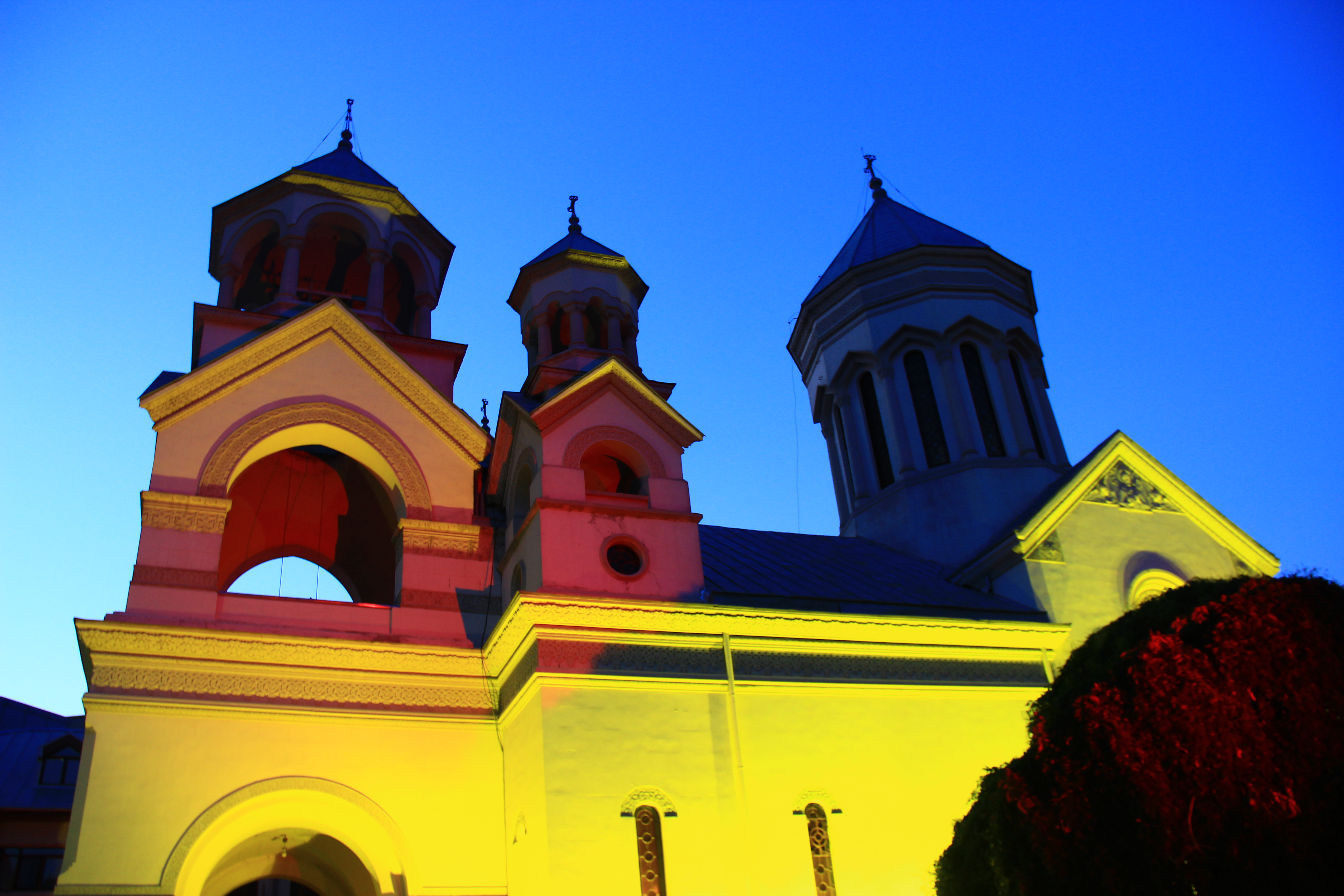